# Dieet van Roncaglia
Dieet van Roncaglia of de Rijksdag van Roncaglia, de Keizerlijke Rijksdag vond plaats in twee fasen in de gemeente Roncaglia, Piacenza. De eerste vergadering vond plaats in december 1154 en de tweede in november 1158. Beide werden bijeengeroepen door Keizer Frederik I Barbarossa.

## Achtergrond
Sinds de elfde eeuw ontstonden in Noord-Italië stadstaten, die meer en meer autonomie verwierven ten opzichte van de Italiaanse koning, sinds 962 de Duitse keizer. Andere stadstaten kwamen hun beklag maken bij Keizer Frederik I Barbarossa over de dominantie van de stad Milaan.

## Bepalingen
Bij de eerste rijksdag werd eens duidelijk gesteld wat de betekenis van de regalia inhield en dat de steden zich moesten houden aan hun feodale plichten. De keizer probeerde te bemiddelen tussen de verschillende strijdende gemeenten en hen vrede op te leggen. Achteraf bleek de vergadering een maat voor niets.
Op de tweede rijksdag was de keizer minder inschikkelijk. Hij nodigde vier gespecialiseerde juristen van de Universiteit van Bologna uit, die bepaalden waaraan de steden zich moesten houden op basis van het droit divin. De rijksdag resulteerde in vier wetten : Lex Regalia, Lex Omnis iurisdicio, Lex Palaci et Pretoria en Lex Tributum.

## Vervolg
Op papier had de keizer duidelijk gewonnen. In theorie had Frederik meer macht dan enige keizer vóór hem, maar dat riep weerstand op. De steden waren gewend aan een leven van zelfbestuur en wilden, vooral na de verwoesting van Milaan, niet buigen voor "tirannie". De nieuwe regelgeving bracht de openbare rust niet terug en werd gevolgd door opstanden.
In 1159 stierf Paus Adrianus IV, keizer Barbarossa koos voor kandidaat Victor IV, de steden kozen voor Paus Alexander III. In 1167 werd met steun van Alexander III, de Lombardische Liga opgericht.